# 경상북도립 영주선비도서관
경상북도립 영주선비도서관은 대한민국 경상북도 영주시 소재의 도서관이다.

## 연혁
- 1983년 2월 25일 영주시공공도서관 설치 조례 제정 공포
- 1983년 12월 22일 개관
- 1991년 3월 25일 경상북도립영주공공도서관으로 명칭 변경
- 1999년 1월 1일 경상북도립풍기공공도서관을 분관으로 편입(경상북도교육청 행정기구설치조례 제 1676호)
- 2001년 12월 26일 디지털자료실 개실
- 2003년 2월 10일 [움직이는 도서관] 분관에서 본관으로 이관
- 2008년 12월 24일 경상북도교육청 직속기관/ 지역공공도서관 평가 교육정책부문 장려상 수상
- 2010년 2월 22일 [움직이는 도서관] 자료이관
- 2010년 2월 25일 제42회 한국도서관상 수상
- 2010년 9월 5일 제1회 경상북도평생학습축제 작품전시관 운영부분 우수상 수상
- 2011년 9월 14일 2011년 직속기관 및 공공도서관 평가 종합 2위 수상
- 2013년 7월 1일 제13대 김순연 관장 취임
- 2013년 7월 29일 영주공공도서관[시립+도립]통합 신축 운영·관리에 관한 합의각서 체결
- 2016년 7월 1일 영주선비도서관으로 개칭

## 소장 문화재
- 영주 영주동 석조여래입상 - 보물 제60호